# Hortensiaväxter
Hortensiaväxter (Hydrangeaceae) är en familj i ordningen Cornales och delas upp i två underfamiljer med tillsammans 10-17 släkten och omkring 115–190 arter som förekommer i nordliga tempererade och subtropiska områden. De är särskilt vanliga i Sydostasien och Nordamerika. Flera släkten innehåller arter som odlas som prydnadsväxter.
Familjen innehåller små träd, buskar, halvbuskar och ibland lianer. Bladen är enkla utan stipler, motsatta eller, mer sällan, strödda, kala eller med enkla hår. Blommorna sitter i flock- eller kvastlika knippen och är vanligen perfekta och regelbundna. De yttre blommorna kan ibland vara sterila skyltblommor med förstorade, kronbladslika foderblad. De fertila blommorna är 4–5-taliga. Frukten är en kapsel eller ett bär. 